# NCIS (19.ª temporada)
A décima nona temporada de NCIS, uma série de televisão dramática processual da polícia americana, originalmente exibida na CBS entre 20 de setembro de 2021 e 23 de maio de 2022. A temporada contém 21 episódios e foi produzida pela Belisarius Productions e CBS Studios. É a primeira temporada da história do programa a não estrear às terças-feiras.
NCIS gira em torno de uma equipe fictícia de agentes especiais do Serviço de Investigação Criminal da Marinha, que conduz investigações criminais envolvendo a Marinha e o Corpo de Fuzileiros Navais dos Estados Unidos.
A série é estrelada por Mark Harmon, Sean Murray, Wilmer Valderrama, Brian Dietzen , Diona Reasonover e Rocky Carroll. Juntando-se ao elenco principal estão Katrina Law, que estrelou nos dois episódios finais da temporada anterior como Jessica Knight e Gary Cole, que estreará como Alden Parker.

## Elenco
| Participante | Participante | Participante | Participante | Participante | Participante |
| ------------ | ------------ | ------------ | ------------ | ------------ | ------------ |
|              | Principal    |              | Recorrente   |              | Convidado    |

| Personagem             | Ator/atriz          | Cargo | Cargo |
| ---------------------- | ------------------- | --- | ----- |
| Leroy Jethro Gibbs     | Mark Harmon         | Ex-Agente Especial Supervisor do NCIS (SSA) da Equipe de Resposta a Casos Graves (MCRT) designado para o Estaleiro da Marinha de Washington (Ep. 1 ao 4) |       |
| Timothy McGee          | Sean Murray         | Agente Especial Sênior, segundo em comando do MCRT |       |
| Nicholas "Nick" Torres | Wilmer Valderrama   | Agente Especial do NCIS |       |
| Jessica Knight         | Katrina Law         | Agente Especial do NCIS |       |
| Jimmy Palmer           | Brian Dietzen       | Examinador Médico Chefe do NCIS |       |
| Kasie Hines            | Diona Reasonover    | Especialista forense do NCIS |       |
| Donald "Ducky" Mallard | David McCallum      | Historiador do NCIS e Ex-Médico Legista Chefe |       |
| Leon Vance             | Rocky Carroll       | Diretor do NCIS |       |
| Alden Parker           | Gary Cole           | Agente Especial Supervisor do NCIS |       |
| Donald "Ducky" Mallard | David McCallum      | Historiador do NCIS e Ex-Médico Legista Chefe (Ep. 1 ao 3)                                                                                               |       |
| Marcie Warren          | Pam Dawber          | Jornalista Investigativa |       |
| Delilah Fielding-McGee | Margo Harshman      | Analista de inteligência do Departamento de Defesa e esposa de McGee                                                                                     |       |
| Tobias Fornell         | Joe Spano           | Investigador particular e ex-Agente Senior do FBI |       |
| Dale Sawyer            | Zane Holtz          | Agente Especial do NCIS |       |
| Kayla Vance            | Naomi Grace         | Filha de Leon Vance e Agente Probatória do NCIS |       |
| Hattie Taylor          | Denise Crosby       | Secretária da Marinha (SECNAV) |       |
| Grace Confalone        | Laura San Giacomo   | Psicóloga |       |
| Paul LeMere            | Jason Wiles         | Ex-Navy Seal e assassino contratado que explodiu o barco de Gibbs                                                                                        |       |
| Phil Hanover           | John Hensley        | Um homem que contratou um assassino para matar os oponentes da mina de cobre do Alasca proposta por Sonia Eberhart                                       |       |
| Sonia Eberhart         | Valarie Pettiford   | CEO da Sonova Industries, presa por pagar Hanover para contratar LeMere para matar oponentes em sua planejada mina de cobre no Alasca                    |       |
| Alden Parker           | Gary Cole           | Agente Especial do FBI (Ep. 2 ao 4) |       |
| Judy Fielding          | Patricia Richardson | Mãe de Delilah e sogra de McGee |       |
| Astrid Fellowes        | Kelly Stables       | - |       |
| Peter Walker           | Don Swayze          | Negociante de armas antigas |       |
| Carol Wilson           | Meredith Eaton      | Bióloga e infectologista |       |
| Breena Palmer          | Michelle Pierce     | Esposa falecida de Jimmy Palmer |       |
| Victoria Palmer        | Elle Graper         | Filha de Jimmy Palmer |       |
| Jane Tennant           | Vanessa Lachey      | Agente Especial Supervisor; primeira mulher no comando da unidade NCIS Pearl Harbor                                                                      |       |
| Ernie Malik            | Jason Antoon        | Analista de Inteligência da unidade NCIS Pearl Harbor |       |
| Vivian Kolchack        | Teri Polo           | Ex-esposa de Alden Parker e investigadora paranormal do DoD                                                                                              |       |

## Episódios
A décima nona temporada de NCIS é a primeira a não apresentar Emily Wickersham como Eleanor Bishop e Maria Bello como Jacqueline "Jack" Sloane. Que foram inseridas na 11ª e 15ª temporadas respectivamente. A temporada marca a saída de Mark Harmon como protagonista, após 18 anos interpretando Leroy Jethro Gibbs, desde a introdução do personagem em "JAG" no ano de 2003.
| Seq. | Episódios | Título                      | Direção             | Escrito por                                                             | Data de exibição        | Audiência EUA (em milhões) |
| --- | --------- | --------------------------- | ------------------- | ----------------------------------------------------------------------- | ----------------------- | -------------------------- |
| 415 | 1         | "Sangue na Água"            | Michael Zinberg     | Christopher Walid                                                       | 20 de setembro de 2021  | 8,45                       |
| Enquanto a equipe está se recuperando da partida de Bishop e do desaparecimento de Gibbs. McGee e Torres convencem Vance a trazer a agente Jessica Knight (Katrina Law) para a equipe para ajudá-los a encontrar Gibbs. Embora eles capturem uma coorte do assassino em série que Gibbs e Marcie Warren (Pam Dawber) estavam rastreando, o suspeito ainda está foragido. |           |                             |                     |                                                                         |                         |                            |
| 416 | 2         | "Quase Mortos"              | Terrence O'Hara     | Scott Williams                                                          | 27 de setembro de 2021  | 8,05                       |
| Ao tentar encontrar o serial killer que Gibbs estava procurando, a equipe do NCIS descobre que outra pessoa também está rastreando o caso. Observação: primeira aparição de Alden Parker na série. |           |                             |                     |                                                                         |                         |                            |
| 417 | 3         | "Estrada para lugar nenhum" | Rocky Carroll       | Marco Schnabel                                                          | 4 de outubro de 2021    | 7,96                       |
| Gibbs e Parker fazem uma viagem para encontrar uma das vítimas do assassino em série. Além disso, o agente Knight está disfarçado em uma grande empresa de manufatura com ligações com os assassinatos. |           |                             |                     |                                                                         |                         |                            |
| 418 | 4         | "Grande Abertura"           | Terrence O'Hara     | David North e Brenan Fehily                                             | 11 de outubro de 2021   | 7,66                       |
| Gibbs e McGee vão para o Alasca enquanto a equipe trabalha em casa para descobrir a conspiração por trás do serial killer. Observação: o episódio marca a saída de Mark Harmon da série. |           |                             |                     |                                                                         |                         |                            |
| 419 | 5         | "Enfrente o estranho"       | Diana Valentine     | Steven D. Binder                                                        | 18 de outubro de 2021   | 7,65                       |
| A equipe NCIS investiga a morte de um comandante da Marinha cujo corpo explode repentinamente antes que Jimmy possa examiná-lo. |           |                             |                     |                                                                         |                         |                            |
| 420 | 6         | "Inicio Falso"              | James Whitmore, Jr. | Christopher J. Waild e Katherine Beattie                                | 1 de novembro de 2021   | 7,28                       |
| NCIS investiga a morte de um querido comandante da Marinha que treinou alguns dos melhores atletas do país. |           |                             |                     |                                                                         |                         |                            |
| 421 | 7         | "Ancorado"                  | Michael Zinberg     | Yasemin Yilmaz e Marco Schnabel                                         | 8 de novembro de 2021   | 7,32                       |
| NCIS investiga a morte de um homem em um navio de cruzeiro cujo corpo é descoberto na sauna do navio por ninguém menos que a sogra de McGee, Judy. |           |                             |                     |                                                                         |                         |                            |
| 422 | 8         | "Pacificador"               | Rocky Carroll       | Margaret Rose Lester e Scott Williams                                   | 29 de novembro de 2021  | 7,34                       |
| NCIS investiga o caso de um reservista da Marinha cujo corpo é encontrado em um carro batido no final do alcance de um canhão. Além disso, Kasie pesa os prós e os contras de comprar uma arma. |           |                             |                     |                                                                         |                         |                            |
| 423 | 9         | "Memória Coletiva"          | Leslie Libman       | Kimberly-Rose Wolter e David J. North                                   | 6 de dezembro de 2021   | 7,25                       |
| Quando uma consultora financeira famosa é encontrada baleada em uma estação naval, NCIS investiga o caso entrevistando o holograma tridimensional da própria vítima, que ela criou antes de sua morte. |           |                             |                     |                                                                         |                         |                            |
| 424 | 10        | "Juramento de fidelidade"   | Rocky Carroll       | Brendan Fehily                                                          | 3 de janeiro de 2022    | 6,94                       |
| NCIS é chamado quando o suboficial da Marinha Rafi Nazar (Artur Zai Benson) é suspeito de tentar vender software classificado roubado da Marinha usado para pilotar drones de combate. |           |                             |                     |                                                                         |                         |                            |
| 425 | 11        | "Todas as mãos"             | Martha Mitchell     | Christopher J. Waild                                                    | 17 de janeiro de 2022   | 7,26                       |
| Depois que um navio de pesquisa civil no Atlântico Norte pega um pequeno barco de oficiais da Marinha feridos, NCIS chega ao navio e é forçado a se esconder depois de descobrir terroristas a bordo. Além disso, a agente Knight leva uma boneca de papel com ela na missão de capturar fotos para a turma da escola primária de sua sobrinha. |           |                             |                     |                                                                         |                         |                            |
| 426 | 12        | "Lutar ou fugir"            | James Whitmore Jr.  | Katherine Beattie                                                       | 24 de janeiro de 2022   | 7,79                       |
| Quando o corpo de um tenente da Marinha é descoberto sem um olho, a investigação do NCIS leva ao mundo da luta em gaiola. |           |                             |                     |                                                                         |                         |                            |
| 427 | 13        | "Os Ajudantes"              | Diana Valentim      | Brian Dietzen e Scott Williams                                          | 28 de fevereiro de 2022 | 7,12[carece de fontes?]    |
| Enquanto investigam a morte de um intruso em Quantico, Jimmy e Kasie são expostos a uma biotoxina mortal, e a equipe do NCIS pede ajuda à Doutora Carol Wilson (Meredith Eaton) enquanto correm para encontrar o antídoto. Além disso, Torres tenta distrair a filha de Jimmy, que veio ao escritório para passar o dia com o pai. |           |                             |                     |                                                                         |                         |                            |
| 428 | 14        | "Primeiros Passos"          | Michael Zinberg     | Yasemin Yilmaz                                                          | 7 de março de 2022      | 7,43[carece de fontes?]    |
| Enquanto o NCIS investiga a causa da morte de um cirurgião reservista da Marinha, eles são forçados a trazer a filha de Vance, Kayla (Naomi Grace), que recentemente treinou com o NCIS, para ajudar em uma missão altamente perigosa. |           |                             |                     |                                                                         |                         |                            |
| 429 | 15        | "Grosso Como Ladrões"       | Terrence O'Hara     | Marco Schnabel                                                          | 14 de março de 2022     | 7,55[carece de fontes?]    |
| O passado delinquente de Parker ressurge quando o NCIS é chamado à Filadélfia para investigar a morte de um suboficial da Marinha. Knight procura um acompanhante para ir a uma festa de casamento. |           |                             |                     |                                                                         |                         |                            |
| 430 | 16        | "O Despertar"               | Rocky Carroll       | Katie White                                                             | 21 de março de 2022     | 6,66[carece de fontes?]    |
| Um acidente horrível na festa de revelação de gênero de um suboficial da Marinha leva o NCIS ao caso de um professor desaparecido que foi popularizado em um podcast sobre crimes reais. |           |                             |                     |                                                                         |                         |                            |
| 431 | 17        | "Começando de novo"         | Michael Zinberg     | Margaret Rose Lester & Scott Williams                                   | 28 de março de 2022     | 6,83[carece de fontes?]    |
| O NCIS investiga o aparente suicídio de um oficial aposentado da Marinha que estava no grupo de luto de Palmer e Knight. Além disso, Torres recebe uma ligação da agente especial NCIS Jane Tennant (Vanessa Lachey) para ir ao Havaí quando ela recebe uma pista sobre uma testemunha de um caso em que trabalharam juntos. Observação: o episódio forma um crossover com o 18º episódio da primeira temporada de NCIS: Hawai'i.                                                                                           |           |                             |                     |                                                                         |                         |                            |
| 432 | 18        | "Última Dança"              | Terrence O'Hara     | Brendan Fehily & David J. North                                         | 18 de abril de 2022     | 6,34                       |
| Quando um infame traficante de armas, Reymundo Diaz (Joseph Melendez), é libertado da prisão e os corpos começam a se acumular, Torres é forçado a enfrentar as repercussões de suas ações durante uma operação secreta em que trabalhou anos atrás. |           |                             |                     |                                                                         |                         |                            |
| 433 | 19        | "O Pacote de Pirralhos"     | Michael Zinberg     | Kimberly-Rose Wolter & Katherine Beattie                                | 2 de maio de 2022       | 7,27                       |
| NCIS investiga um grupo de festeiros adolescentes inteligentes quando uma série de arrombamentos ocorre na Base Marinha de Quantico. Enquanto trabalha no caso, o agente especial McGee forma um vínculo com um dos adolescentes, Teagan Fields (Cay Ryan Murray, filha de Sean Murray). |           |                             |                     |                                                                         |                         |                            |
| 434 | 20        | "Tudo ou Nada"              | Tawnia McKiernan    | Story by : Marco Schnabel & Yasemin Yilmaz Teleplay by : Yasemin Yilmaz | 16 de maio de 2022      | 6,51                       |
| NCIS investiga a morte de um reservista da Marinha que tinha máquinas caça-níqueis em sua van, enquanto Palmer e Knight se voluntariam para transportar um órgão para um hospital para transplante. Os dois eventos coincidem um com o outro, pois é revelado que o paciente está conectado à vítima de assassinato e ambos estavam tentando derrubar um negócio corrupto. Como tal, Palmer e Knight são perseguidos por criminosos; enquanto se abrigam em uma cabana isolada, eles admitem ter sentimentos um pelo outro. |           |                             |                     |                                                                         |                         |                            |
| 435 | 21        | "Aves de uma pena"          | Terrence O'Hara     | Christopher J. Waild                                                    | 23 de maio de 2022      | TBA                        |
| Quando o agente Parker é acusado de assassinato, a equipe coloca seus empregos e vidas em risco para ganhar tempo e descobrir a verdade. Observação:Final da temporada. |           |                             |                     |                                                                         |                         |                            |

## Produção

### Desenvolvimento
Em 15 de abril de 2021, foi anunciado que a CBS havia renovado o NCIS para uma décima nona temporada.  A temporada está definida para trazer de volta o formato típico de "Caso da Semana" da série, após ter mais arcos de história durante a temporada anterior. A produção da temporada começou em julho de 2021. O regular da série Brian Dietzen escreveu um episódio da temporada.[carece de fontes?] Em 5 de janeiro de 2022, foi relatado que a produção da temporada havia sido suspensa por pelo menos uma semana depois que um elenco ou membro da equipe testou positivo para COVID-19.[carece de fontes?]

### Elenco
Em fevereiro de 2021, foi relatado pelo The Hollywood Reporter que o líder da série, Mark Harmon, havia entrado em discussões para retornar para "um punhado de episódios" para a décima nona temporada depois que ele foi informado de que a CBS encerraria a série se ele saísse. Em 10 de março de 2021, foi anunciado que Katrina Law havia sido escalada para os dois episódios finais da décima oitava temporada, com a opção de ser promovida a regular da série na décima nona temporada. Quando a série foi renovada, foi relatado que Harmon estaria retornando. Em 26 de maio de 2021, foi revelado que Emily Wickersham deixaria a série após a décima oitava temporada. Wickersham se junta a Maria Bello, que saiu no início da décima oitava temporada. Em 16 de junho de 2021, a Variety informou que Gary Cole estava em negociações para um papel importante na décima nona temporada. Em 21 de junho de 2021, a TVLine relatou que Harmon só aparecerá em um pequeno número de episódios da temporada.No dia seguinte, foi confirmado que Law e Cole seriam os regulares da série na décima nona temporada. Law começou como um regular da série na estreia da temporada, " Blood in the Water ", enquanto Cole está definido para estrear no segundo episódio, " Nearly Departed ". Joe Spano deve retornar como Tobias Fornell em pelo menos um episódio.Além disso, Pam Dawber voltou como Marcie Warren. Em 11 de outubro de 2021, foi oficialmente anunciado que Harmon estaria saindo da série, no quarto episódio, sendo sua última aparição como regular. Harmon continua a ser produtor executivo e o showrunner Steven D. Binder deixou a porta aberta para Harmon aparecer no futuro. No sétimo episódio, "Docked", Margo Harshman reprisou seu papel como Delilah Fielding-McGee, enquanto Patricia Richardson co-estrelou no mesmo episódio como Judy Fielding. Meredith Eaton também reprisou seu papel como Carol Wilson em um episódio da temporada.[carece de fontes?]

## Marketing e lançamento
Em 19 de maio de 2021, foi anunciado que a série mudaria do intervalo de tempo de terça-feira às 20h00 que havia mantido em todas as temporadas anteriores, para as segundas-feiras às 21h00, para permitir que o FBI: Internacional ingressasse no FBI e FBI: mais procurados às terças-feiras. A temporada irá ao ar após The Neighbourhood e Bob Hearts Abishola e levará à primeira temporada do spin-off de NCIS: Hawaii. Em 12 de julho de 2021, foi revelado que a temporada iria estrear em 20 de setembro de 2021. Em 13 de setembro de 2021, o pôster promocional da temporada foi lançado pela TVLine.